# Ypacaraí
Ypacaraí è una città del Paraguay, situata nel Dipartimento Central. 

## Geografia fisica

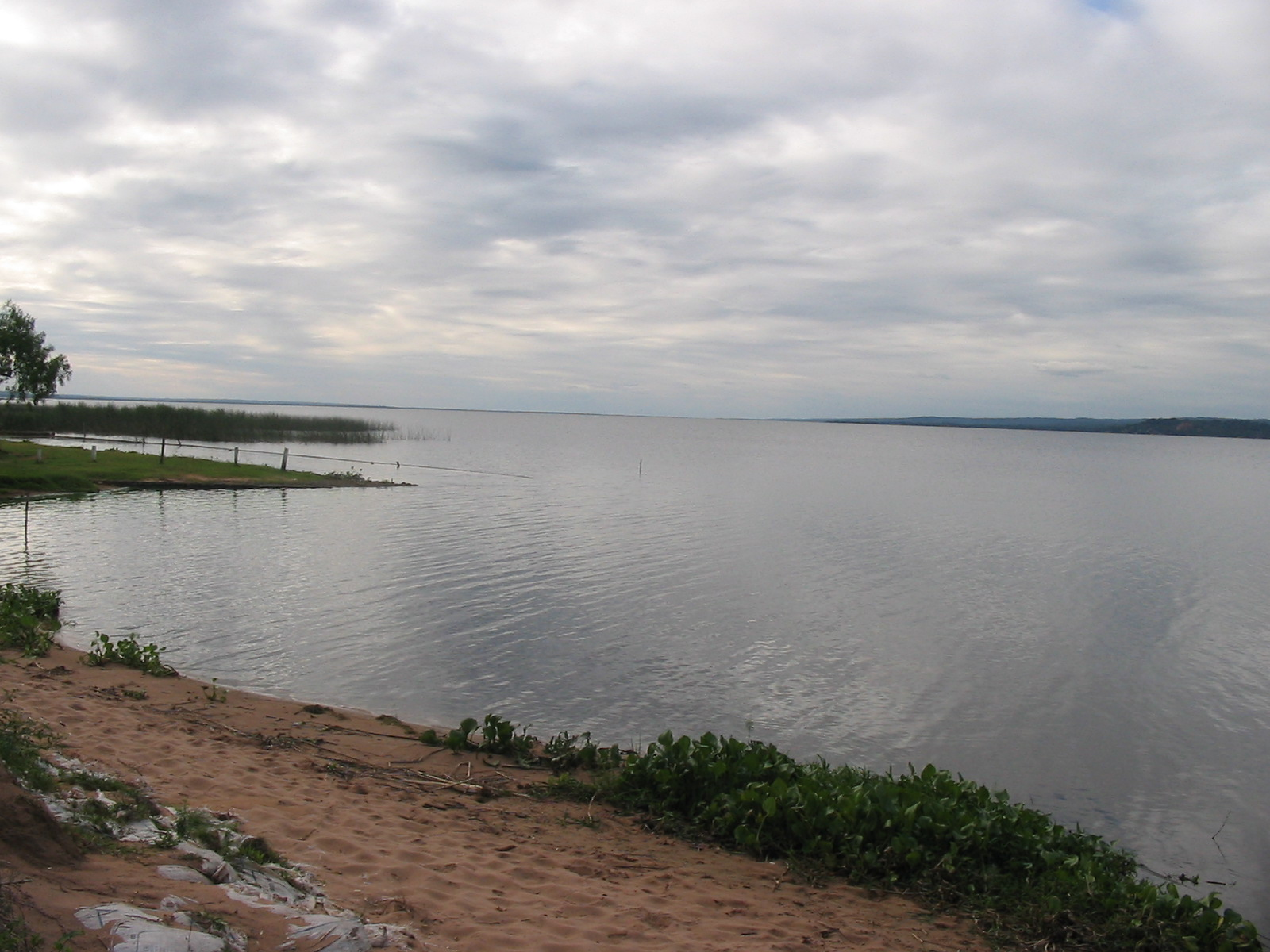
Il lago Ypacaraí

### Territorio
Ypacaraí è situata a 34 km ad est dalla capitale Asunción. Sorge sulle sponde meridionali dell'omonimo lago.

### Clima
La temperatura media annuale è di 22 °C. In estate si arrivano a punte superiori ai 40°, mentre la minima invernale non scende sotto lo 0 °C.

## Storia
Nata con il nome di  Guazú Virá come una delle frazioni (compañías) della vicina Itauguá, Ypacaraí deve il suo sviluppo al prolungamento della linea ferroviaria proveniente dalla capitale Asunción. La stazione, chiamata  Tacuaral dall'antico nome del lago Ypacaraí, diede provvisoriamente il suo nome anche alla comunità circostante che, popolandosi, ottenne l'indipendenza da Itauguá il 13 settembre 1887 con l'attuale nome.

## Società

### Evoluzione demografica
Al censimento del 2002 la città contava una popolazione urbana di 9.073 abitanti (18.530 nell'intero distretto).

## Attività
Le principali attività, oltre a quella agricola, sono la lavorazione di oggetti in cuoio e la fabbricazione di chitarre.

## Infrastrutture e trasporti
Ypacaraí è attraversata dalla strada nazionale 2, la principale arteria di comunicazione del paese, che unisce la capitale Asunción con Ciudad del Este e la frontiera con il Brasile.

## Amministrazione

### Gemellaggi
- Santa Fe